# 乌兰吉林庙
乌兰吉林庙，位于内蒙古自治区鄂尔多斯市鄂托克旗木凯淖尔镇乌兰吉林村（109国道937号北10公里），是一座藏传佛教格鲁派寺院。

## 简介
乌兰吉林庙始建于清朝初年。清朝道光三年（1823年），增修为鄂托克召五大拉僧之时轮经学院，1832年改建为胜乐经学院。该庙内有大经堂、大红司命佛殿、守斋殿、胜乐佛殿、大黑天殿以及许多佛塔，供奉释迦牟尼佛徒三尊、宗喀巴师徒三尊、大黑天、观世音、文殊、度母、天母、金刚手、莲花生、胜乐金刚、大威德金刚等，常住喇嘛80多名。该庙规模较大，僧人众多，六世班禅仓央嘉措曾在此庙旅居，是鄂托克旗东部最大的藏传佛教寺庙。
后来，清朝末年农民起义四起，该庙在战乱中遭焚毁。此后重建。文化大革命中又被毁，殿堂及佛像几乎全被毁坏，惟有大黑天殿及大喇嘛府邸残存，该庙所藏各种宝物也随之流散。
1996年，鄂托克旗人民政府确定乌兰吉林庙为鄂托克旗文物保护单位。木凯淖人米富堂在外创业致富之后，于2008年投入巨资，在原有基础上对该庙进行修复。此后，该庙重新开放，成为鄂托克旗重要旅游景点。